# 肘掛け椅子の戦士
肘掛け椅子の戦士（ひじかけいすのせんし、英: Armchair warrior）とは、リビングルームの快適な場所から言葉で戦う人を暗示する軽蔑的な用語である。これは、軍事経験がほとんどないか全くない人が、戦争、戦闘、または闘いを支持して発言するような活動も意味する。
典型的な「肘掛け椅子の戦士」の活動には、紛争を解決するために軍隊を派遣することを主張したり、軍産複合体の一部として時代遅れの軍事装備を製造する防衛関連の仕事を維持するためにロビー活動を行ったり、外交チャンネルを試みるよりも紛争で軍事力を使用することを支持する政治的メッセージをラジオやテレビのトーク番組で発信したりすることが含まれる。
「肘掛け椅子の戦士」という用語の初期の例は、1963年のトワイライト・ゾーンのエピソード「過去に勝る時なし」に登場した。このエピソードでは、1800年代後半にタイムトラベルした人物が、アメリカ・インディアンとの戦争に若い兵士を送ることを呼びかける銀行家に向けた演説でこの用語を使用している。この番組のディレクターであるロッド・サーリングは、第二次世界大戦で空挺兵として従軍中に負傷し、パープルハートを受章している。
これは「スラックティビズム」とは異なり、「肘掛け椅子の戦士」は「スラックティビスト」が変化をもたらしているように見せかけるための行動を取るのに対し、視点を述べる以上の行動を取る必要がないという点で違いがある。これはむしろ「チキンホーク」の変形であり、元々はベトナム戦争中に最前線にいない上級将校を表すスラング用語として使われていた。
ドン・ヘンリーは、彼の曲「無垢の終わり」で「肘掛け椅子の戦士」に言及している。